# Angelo Dalli
Angelo Dalli (nascido em 14 de abril de 1978) é um cientista da computação especializado em inteligência artificial, um empreendedor em série e um investidor anjo de negócios.

## Juventude e educação
Dalli nasceu em Malta e cresceu na cidade de Birżebbuġa. Dalli foi educado no Seminário do Arcebispo de Malta e representou Malta no concurso Young European Environmental Research realizado em Colônia em 1994. Dalli representou Malta na Olimpíada Internacional de Informática realizada em Eindhoven em 1995, onde ganhou a medalha de bronze. Dalli começou a vender software de computador quando era adolescente, e trabalhou para o International Data Group como colaborador freelancer da PC World.

## Trabalho acadêmico
Depois de se formar na Universidade de Malta, Dalli passou um tempo lecionando sobre inteligência artificial e processamento de linguagem natural antes de fazer seu doutorado na Universidade de Sheffield, sob a supervisão de Yorick Wilks. Dalli publicou mais de 20 artigos revisados por pares nas áreas de inteligência artificial e processamento de linguagem natural, incluindo um dos primeiros métodos de extração de carimbo de data/hora de documentos que agora é comumente usado na maioria dos aplicativos de e-mail. Angelo também contribuiu para a codificação de línguas europeias em Unicode, em particular para o Common Locale Data Repository.
No campo da bioinformática, Dalli encontrou uma sequência inteira particularmente útil (sequência A062208 no OEIS) que calcula eficientemente todos os alinhamentos de strings de comprimento 3 junto com outras generalizações (sequência A062204 no OEIS), (sequência A062205 no OEIS ) para aplicações em linguagem natural e alinhamento de sequências. Dalli tem um número de Erdős de 3.
Dalli liderou a equipe nacional de informática de Malta nas Olimpíadas Internacionais de Informática no IOI 2002 em Seul, Coreia do Sul e no IOI 2004 em Atenas, Grécia.

## Inteligência artificial

### IA ética
Angelo tem sido um defensor vocal da IA ética que impacta positivamente a sociedade e acredita que a IA deve ser devidamente regulamentada. Angelo foi nomeado pelo Governo de Malta para o grupo de trabalho que produziu a nova regulamentação de IA e a estratégia nacional de IA de Malta, e é um membro ativo da AAAI, ACM e ACL.

## Investidor anjo
Angelo é um investidor anjo ativo no cenário de startups de alta tecnologia, e é membro do EBAN e senador do World Business Angel Forum. Angelo tem incentivado startups maltesas por meio de vários eventos públicos, incluindo as conferências Zest e Budding Rockstars.